# Performatividade
Performatividade é um conceito que pode ser pensado como uma linguagem que funciona como uma forma de ação social e tem o efeito de mudança. O conceito tem múltiplas aplicações em diversos campos, como antropologia, geografia social e cultural, economia, estudos de gênero (construção social de gênero), direito, linguística, estudos de desempenho, história, estudos de gestão e filosofia.
O conceito é descrito pela primeira vez pelo filósofo da linguagem John L. Austin quando se refere a uma capacidade específica: a capacidade da fala e da comunicação de agir ou de consumar uma ação. Austin diferenciou isso da linguagem constativa, que ele definiu como linguagem descritiva que pode ser "avaliada como verdadeira ou falsa". Exemplos comuns de linguagem performativa são promessas, apostas, realização de uma cerimônia de casamento, um árbitro que faz uma greve ou um juiz que pronuncia um veredicto.
Influenciada por Austin, a filósofa e teórica de gênero Judith Butler argumentou que o gênero é socialmente construído por meio de atos de fala comuns e comunicação não verbal que são performativas, na medida em que servem para definir e manter identidades. Essa visão da performatividade inverte a ideia de que a identidade de uma pessoa é a fonte de suas ações secundárias (fala, gestos). Em vez disso, vê ações, comportamentos e gestos como o resultado da identidade de um indivíduo, bem como uma fonte que contribui para a formação da identidade de um indivíduo, que é continuamente redefinida por meio de atos de fala e comunicação simbólica. Essa visão também foi influenciada por filósofos como Michel Foucault e Louis Althusser.

## História

### JL Austin
O termo deriva do trabalho fundador da teoria dos atos de fala do filósofo da linguagem comum JL Austin . Nos anos 50, Austin deu o nome de expressões performativas a situações em que dizer algo estava fazendo algo, em vez de simplesmente relatar ou descrever a realidade. O caso paradigmático aqui está falando as palavras "eu faço". Austin não usou a palavra performatividade .
Rompendo com a filosofia analítica, Austin argumentou em Como fazer coisas com palavras que não se pode dizer que uma "expressão performativa" seja verdadeira ou falsa como uma expressão constativa: ela só pode ser julgada "feliz" ou "infelícita" dependendo se as condições necessárias para o seu sucesso foram cumpridas. Nesse sentido, a performatividade é uma função da pragmática da linguagem. Tendo demonstrado que todas as expressões executam ações, mesmo as aparentemente constantes, Austin famosa descartou a distinção entre expressões "performativas" e "constativas" no meio da série de palestras que se tornou o livro e a substituiu por uma estrutura de três níveis:
- locução (as palavras reais ditas, aquilo que os linguistas e filósofos linguísticos da época estavam mais interessados em analisar)
- força ilocucionária (o que o orador está tentando fazer ao pronunciar a locução)
- efeito perlocucionário (o efeito real do alto-falante na verdade tem sobre o interlocutor ao proferir a locução)

Por exemplo, se um ato de fala é uma tentativa de distrair alguém, a força ilocucionária é a tentativa de distrair e o efeito perlocucionário é a verdadeira distração causada pelo ato de fala no interlocutor.

#### Influência de Austin
O relato de Austin da performatividade tem sido objeto de extensa discussão em filosofia, literatura e além. Jacques Derrida, Shoshana Felman, Judith Butler e Eve Kosofsky Sedgwick estão entre os estudiosos que elaboraram e contestaram aspectos do relato de Austin do ponto de vista da desconstrução, psicanálise, feminismo e teoria queer . Particularmente no trabalho de feministas e teóricas queer, a performatividade desempenhou um papel importante nas discussões sobre mudança social (Oliver 2003).
O conceito de performatividade também tem sido utilizado em estudos científicos e tecnológicos e na sociologia econômica. Andrew Pickering propôs mudar de um "idioma representacional" para um "idioma performativo" no estudo da ciência. Michel Callon propôs estudar os aspectos performativos da economia, isto é, até que ponto a ciência econômica desempenha um papel importante não apenas na descrição de mercados e economias, mas também na sua estruturação. Karen Barad argumentou que os estudos de ciência e tecnologia não enfatizam a performatividade da linguagem, a fim de explorar a performatividade da matéria (Barad 2003).
Outros usos da noção de performatividade nas ciências sociais incluem o comportamento diário (ou desempenho) de indivíduos com base em normas ou hábitos sociais. A filósofa e teórica feminista Judith Butler usou o conceito de performatividade em sua análise do desenvolvimento de gênero, bem como em sua análise do discurso político. Eve Kosofsky Sedgwick descreve a performatividade queer como um projeto em andamento para transformar a maneira como podemos definir - e romper - os limites da identidade. Por sua sugestão de que a vergonha é uma emoção potencialmente performativa e transformacional, Sedgwick também associou a performatividade queer a afetar a teoria . Também inovadora na discussão de Sedgwick sobre o performativo é o que ela chama de periperformatividade (2003: 67–91), que é efetivamente a contribuição do grupo para o sucesso ou fracasso de um ato de fala.

## Judith Butler
A filósofa e teórica feminista Judith Butler ofereceu uma nova leitura mais continental (especificamente, foucaultiana ) da noção de performatividade, que tem suas raízes na linguística e na filosofia da linguagem . Ela descreve a performatividade como "esse poder reiterativo do discurso de produzir os fenômenos que ele regula e restringe". Ela usou amplamente esse conceito em sua análise do desenvolvimento de gênero.
O conceito enfatiza as maneiras pelas quais a identidade é transmitida ou trazida à vida através do discurso. Atos performativos são tipos de discurso autoritário. Isso só pode acontecer e ser aplicado através da lei ou normas da sociedade. Essas declarações, apenas falando-as, realizam uma certa ação e exibem um certo nível de poder. Exemplos desses tipos de declarações são declarações de propriedade, batismos, inaugurações e sentenças legais. Algo essencial para a performatividade é a repetição. As declarações não são de natureza ou uso singular e devem ser usadas de forma consistente para exercer poder (Hall 2000).

#### Teoria do desempenho e perspectivas de gênero
Butler explica o gênero como um ato de performance. Um ato que as pessoas vêm realizando no modo de crença que foi ensaiado como um roteiro. É ainda afirmado que as pessoas fazem realidade através da repetição (assim como os atores que fazem um roteiro). Butler vê o gênero não como uma expressão do que se é, e sim como algo que se faz. Além disso, ela vê isso não como uma imposição social em um corpo neutro de gênero, mas como um modo de "auto-criação" através do qual os sujeitos se tornam socialmente inteligíveis. Segundo a teoria de Butler, homossexualidade e heterossexualidade não são categorias fixas. Para Butler, uma pessoa está meramente na condição de "fazer justiça" ou "fazer bondade" (Lloyd, 1999).
"Para Butler, a distinção entre pessoal e político ou entre privado e público é em si uma ficção projetada para apoiar um status quo opressivo: nossos atos mais pessoais estão, de fato, sendo continuamente rotulados por convenções e ideologias sociais hegemônicas" (Felluga 2006).

#### Críticas teóricas
Existem várias críticas, que foram levantadas contra o conceito de performatividade de Butler. A primeira é que a teoria é de natureza individual e não leva em consideração outros fatores. Esses fatores incluem o espaço em que a performance ocorre, os outros envolvidos e como eles podem ver ou interpretar o que testemunham. Além disso, os efeitos não planejados do ato de desempenho são negligenciados e as contingências não são levadas em consideração (Lloyd, 1999).
Outra crítica é que, Butler não está clara sobre o conceito de sujeito. Foi dito que em seus escritos, algumas vezes o sujeito existe apenas provisoriamente, outras possui uma existência "real" e outras vezes são socialmente ativas. Além disso, alguns observam que a teoria pode ser mais adequada à análise literária em oposição à teoria social. (Brickell, 2005)
Outros criticam Butler por fazer análises sociológicas interacionistas etnometodológicas e simbólicas de gênero e apenas reinventá-las no conceito de performatividade (Dunn 1997; Green 2007). Por exemplo, Green (2007) argumenta que o trabalho de Kessler e McKenna (1978) e West e Zimmerman (1987) se baseia diretamente em Garfinkel (1967) e Goffman (1959) para desconstruir o gênero em momentos de atribuição e iteração em um processo social contínuo. processo de "fazer" masculinidade e feminilidade no intervalo performativo. Esses últimos trabalhos têm como premissa a noção de que o gênero não precede, mas sim da prática, instanciada em microinterações. Butler rebaixa a natureza construída do gênero para lutar por identidades oprimidas.

## Jean-François Lyotard
Em The Postmodern Condition: A Report on Knowledge (1979, tradução em inglês 1986), o filósofo e teórico cultural Jean-François Lyotard definiu a performatividade como o modo definidor de legitimação do conhecimento pós-moderno e dos laços sociais, isto é, o poder. Em contraste com a legitimação do conhecimento moderno por meio de grandes narrativas como Progresso, Revolução e Libertação, a performatividade opera pela otimização do sistema ou pelo cálculo de entradas e saídas. Em uma nota de rodapé, Lyotard alinha a performatividade com o conceito de ato de fala performativo de Austin. O conhecimento pós-moderno não deve apenas relatar: deve fazer algo e fazê-lo eficientemente, maximizando as taxas de entrada/saída.
Lyotard usa a noção de Wittgenstein de jogos de linguagem para teorizar como a performatividade governa a articulação, o financiamento e a condução da pesquisa e educação contemporâneas, argumentando que, no fundo, envolve a ameaça do terror: "seja operacional (que é comensurável) ou desapareça" (xxiv). Enquanto Lyotard é altamente crítico em relação à performatividade, ele observa que ele pede aos pesquisadores que expliquem não apenas o valor de seu trabalho, mas também o valor desse valor.
Lyotard associou a performatividade ao surgimento de computadores digitais no período pós-Segunda Guerra Mundial. No pós-guerra: uma história da Europa Desde 1945, o historiador Tony Judt cita Lyotard para argumentar que a esquerda abandonou amplamente a política revolucionária em defesa dos direitos humanos. A ampla adoção de análises de desempenho, avaliações organizacionais e resultados de aprendizagem por diferentes instituições sociais em todo o mundo levou os pesquisadores sociais a teorizar a "cultura de auditoria" e a "performatividade global".
Contra a performatividade e o apelo de Jurgen Habermas por consenso, Lyotard defendeu a legitimação pela paralogia, ou a introdução desestabilizadora, muitas vezes paradoxal, da diferença nos jogos de linguagem.

## Jacques Derrida
O filósofo Jacques Derrida baseou-se na teoria do discurso performativo de Austin enquanto desconstruía suas premissas logocêntricas e fonocêntricas e a reinscrevia nas operações da escrita generalizada. Em contraste com o foco do estruturalismo na forma linguística, Austin havia introduzido a força dos atos de fala, que Derrida alinha com as ideias de Nietzsche sobre a linguagem.

Em "Assinatura, Evento, Contexto", Derrida enfocou o privilégio da fala de Austin e as presunções acompanhantes da presença de um falante ("assinatura") e o limite da força de uma performativa por um ato ou contexto. Em uma passagem que se tornaria uma pedra de toque do pensamento pós-estruturalista, Derrida enfatiza a citacionalidade ou iterabilidade de todo e qualquer signo. 
 Todo signo, linguístico ou não linguístico, falado ou escrito (no sentido atual dessa oposição), em uma unidade pequena ou grande, pode ser citado, colocado entre aspas; ao fazê-lo, pode romper com cada contexto, gerando uma infinidade de novos contextos de uma maneira que é absolutamente ilimitada. Isso não implica que a marca seja válida fora de um contexto, mas pelo contrário, existem apenas contextos sem centro ou ancoragem absoluta [ ancrage ]. Essa citacionalidade, essa duplicação ou duplicidade, essa iterabilidade da marca não é um acidente nem uma anomalia, é aquela (normal / anormal) sem a qual uma marca nem poderia ter uma função chamada "normal". Qual seria uma marca que não poderia ser citada? Ou alguém cujas origens não se perderiam ao longo do caminho? 
 A ênfase de Derrida, na dimensão citacional da performatividade, seria retomada por Judith Butler e outros teóricos. Enquanto ele abordava a performatividade da formação de sujeitos individuais, Derrida também levantou questões como se podemos marcar quando o evento da revolução russa deu errado, aumentando assim o campo da performatividade para dimensões históricas.

## A reformulação de John Searle
Em A taxonomia de atos ilocucionários, John Searle retoma e reformula as ideias de seu colega JL Austin. Embora Searle apóie e concorde amplamente com a teoria dos atos de fala de Austin, ele tem várias críticas, que ele descreve: "Em suma, existem (pelo menos) seis dificuldades relacionadas à taxonomia de Austin; em ordem crescente de importância: existe uma confusão persistente entre verbos e atos, nem todos os verbos são verbos ilocucionários, há muita sobreposição de categorias, muita heterogeneidade nas categorias, muitos dos verbos listados nas categorias não atendem à definição dada para a categoria e, o mais importante, não existe um princípio consistente de classificação".
Sua última partida importante de Austin está na afirmação de Searle de que quatro de seus "atos" universais não precisam de contextos "extra-linguísticos" para ter sucesso. Ao contrário de Austin, que acha que todos os atos ilocucionários precisam de instituições extra-linguísticas, Searle desconsidera a necessidade de contexto e a substitui pelas "regras da linguagem".

## Várias aplicações

### Finanças e economia
Em economia, a "tese da performatividade" é a afirmação de que as suposições e modelos usados por profissionais e popularizadores afetam os fenômenos que pretendem descrever; alinhando o mundo à teoria. Essa teoria foi desenvolvida por Michel Callon em The Laws of Markets, antes de ser desenvolvida em Do Economists Make Markets, editado por Donald Angus MacKenzie, Fabian Muniesa e Lucia Siu, e em Enacting Dismal Science, editado por Ivan Boldyrev e Ekaterina Svetlova. O trabalho mais importante no campo é o de Donald MacKenzie e Yuval Millo sobre a construção social dos mercados financeiros. Em um artigo seminal, eles mostraram que a teoria do preço das opções, chamada BSM (Black-Scholes-Merton), obteve sucesso empiricamente, não por causa da descoberta de regularidades de preços preexistentes, mas porque os participantes a usaram para definir preços de opções, de modo que ela se fez verdade.
A tese de performatividade da economia tem sido amplamente criticada por Nicolas Brisset em Economia e Performatividade. Brisset defende a ideia de que a noção de performatividade usada pelos sociólogos calonianos e latourianos leva a uma visão excessivamente relativista do mundo social. Com base no trabalho de John Austin e David Lewis, Brisset teoriza a ideia de limites à performatividade. Para fazer isso, Brisset considera que uma teoria, para ser "performativa", deve se tornar uma convecção. Isso requer que as condições sejam atendidas. Para assumir o status de uma convenção, uma teoria precisará:
- Proporcionar aos atores sociais uma representação de seu mundo social, permitindo-lhes escolher entre várias ações (condição "Empiricidade");
- Indique uma opção considerada relevante quando o contrato for generalizado (condição "Auto-realizável");
- Ser compatível com todas as convenções que constituem o ambiente social (condição "coerência");[20]

Com base nessa estrutura, Brisset criticou o trabalho seminal de MacKenzie e Millo sobre a performatividade do modelo financeiro Black-Scholes-Merton.
A abordagem de MacKenzie também foi criticada por Uskali Maki por não usar o conceito de performatividade de acordo com a formulação de Austin. Este ponto deu origem a um debate em filosofia econômica.

### Estudos administrativos
Na gestão, o conceito de performatividade também foi mobilizado, contando com suas diversas conceituações (Austin, Barad, Barnes, Butler, Callon, Derrida, Lyotard, etc.).
No estudo das teorias da administração, a performatividade mostra como os atores usam as teorias, como eles produzem efeitos nas práticas organizacionais e como esses efeitos moldam essas práticas.
Por exemplo, com base na perspectiva de Michel Callon, o conceito de performatividade foi mobilizado para mostrar como o conceito de Estratégia do Oceano Azul transformou as práticas organizacionais.

### Jornalismo
O âncora alemão Hanns Joachim Friedrichs uma vez argumentou que um bom jornalista nunca deve agir em conluio com nada, nem mesmo com uma coisa boa. Na noite de 9 de novembro de 1989, na noite do outono do Muro de Berlim, Friedrichs supostamente quebrou seu próprio governo quando anunciou: "Os portões do muro estão escancarados". („Die Tore in der Mauer stehen weit offen.” ) Na realidade, os portões ainda estavam fechados. Segundo um historiador, foi esse anúncio que encorajou milhares de berlinenses orientais a marchar em direção ao muro, forçando finalmente os guardas de fronteira a abrir os portões. No sentido de performatividade, as palavras de Friedrichs se tornaram realidade.

### Video art
As teorias da performatividade se estenderam por várias disciplinas e discussões. Notavelmente, o teórico interdisciplinar José Esteban Muñoz relacionou o vídeo às teorias da performatividade. Especificamente, Muñoz analisa o documentário de 1996 de Susana Aiken e Carlos Aparicio, "A Transformação".

Embora histórica e teoricamente relacionada à performance art, a vídeoarte não é uma performance imediata; é mediado, iterativo e citacional. Dessa maneira, a videoarte levanta questões de performatividade. Além disso, a videoarte frequentemente coloca corpos e exibições, complicando bordas, superfícies, formas de realização e limites e, portanto, indexando a performatividade. 